# Michela Sironi
Michela Sironi (Arco, 14 agosto 1946) è una politica italiana, sindaca di Verona dal 1994 al 2002.

## Biografia
Laureata in economia e commercio all'Università di Padova nel 1971, si è specializzata in diritto ed economia dell'Unione Europea, frequentando Master post universitari a Milano, Parma e Lussemburgo. Dopo la laurea ha svolto il percorso accademico presso la Facoltà di Economia e Commercio a Verona, ricoprendo incarichi di insegnamento di “Istituzioni economiche internazionali”, di “Economia dello sviluppo regionale” e di  “Politica economica internazionale”.
Fin dalla sua costituzione nel 1988, è stata membro del Team Europe, gruppo di conferenzieri indipendenti della Commissione europea, nominata dalla Rappresentanza italiana della Commissione europea.
In ambito universitario, è stata Consigliere di amministrazione del Consorzio per lo sviluppo degli studi universitari di Verona e Vicepresidente dell'ESU – Ente Regionale per la gestione del diritto allo Studio universitario.
Numerosi gli incarichi exra-universitari svolti nel corso degli anni. È stata direttore dell'ISPA- Istituto di Studi Politici e Amministrativi dell'Associazione degli Industriali della Provincia di Verona.
È stata sindaca della città di Verona per due mandati, dal 1994 al 2002 ed in tale veste ha anche ricoperto il ruolo di Vice-presidente vicario dell'ANCI, l'Associazione Nazionale Comuni Italiani, che rappresenta gli 8100 comuni, le città metropolitane e gli enti di derivazione comunale.
Ha ricoperto numerosi incarichi: Presidente dell'ente lirico, Fondazione Arena di Verona; membro del Consiglio di amministrazione dell'Autostrada Serenissima BS-VR-VI-PD; Presidente del Consorzio ZAI -Consorzio per lo sviluppo industriale di Verona – Interporto di Verona; Presidente della Società Quadrante Servizi, società di gestione dell'Interporto di Verona; Vicepresidente di FICEI –la Federazione Italiana Consorzi ed Enti di Industrializzazione; Consigliere di amministrazione di Uniontrasporti di Unioncamere; Consigliere di amministrazione di Transpadana per la realizzazione di una linea ad alta velocità; Consigliere di Amministrazione di Mecenate '90.
È stata Capo-progetto per il Ministero degli Affari Esteri per il progetto “Studio di fattibilità per la creazione di un distretto industriale a Jenin-West Bank”.
È Development economist di Istidama – Arabic For Sustainable, Società di consulenza con sede in Dubai. Svolge attività di consulenza per lo studio di possibilità di sviluppo di aree industriali in diversi Paesi  (Kurdistan, Sierra Leone,...).
È Presidente dello Spin off dell'Università di Verona "Economics Living Lab".
Nel 2001 è stata insignita del "Premio Firenze Donna", ottenuto per meriti conseguiti nel campo della Pubblica Amministrazione. È autrice di numerosi libri, working papers ed articoli.